# Nueva Esperanza (Canchaque)
Nueva Esperanza es una localidad peruana ubicada en el distrito de Canchaque, perteneciente a la provincia de Huancabamba del departamento de Piura, al norte del Perú. 

## Ubicación
Nueva Esperanza se ubica al oeste de la provincia de Huancabamba, en el distrito de Canchaque, en el departamento de Piura.

## Demografía
En 2017 Nueva Esperanza tenía una población de 13 habitantes.